# 코차 국경지대
코차 국경지대(세르비아어: Кочина крајина Kočina krajina)는 1788년부터 1791년까지 오스트리아-튀르크 전쟁 동안 세르비아인 반군이 스메데레보 산자크(오스만 제국)에서 해방시킨 영토를 말한다. 반란은 합스부르크 군주국이 오스만에 대항하여 전쟁을 벌일 것으로 예상되었기 때문에 이미 1787년에 계획되었다. 합스부르크가 조직한 세르비아 자유군단, 그 중 코차 안젤코비치는 저명한 대위였다(따라서 운동의 역사적 이름)., 처음에는 1788년과 1789년에 오스만령 세르비아의 여러 중심부를 점령하고 보유했다. 10월 8일(1789년) 오스만으로부터 베오그라드 함락을 받은 합스부르크 정규군이 도착한 후 해방된 세르비아 영토는 훨씬 확장되어 세르비아(독일어: Serbien)라고 불리는 군정 하에서 합스부르크 보호령이 되었다. 시스토바 조약(1791년)에 의해 합스부르크군은 후퇴해야 했고, 해방된 영토 전체는 오스만에게 반환되었다. 그러한 결과는 또한 합스부르크와의 동맹을 통해 해방에 대한 세르비아의 희망을 끝냈다.

## 배경
세르비아인들은 발칸 전쟁에서 오스만 제국에 대항하는 전투세력으로 나섰으며 각 지역의 봉기를 주도해 나갔다. 이 때문에 오스만 제국 측은 세르비아인들을 탄압하였으며 그 과정에서 세르비아 지역이 황폐화되어, 세르비아의 피난민들이 합스부르크가 영토로 건너오는 계기로 작용하였다.
1786년 캅카스 지역 분쟁으로 러시아 제국과 오스만 제국의 관계가 악화되었다. 이듬해 합스부르크가의 요제프 2세와 러시아 여제 예카테리나 2세가 크림 반도에서 2차 회담을 열었고, 오스만 제국은 이를 명분 삼아 러시아에 선전포고했다. 그 사이 오스트리아군은 세르비아계 난민들에게 전쟁 준비를 시키고 있었다.

## 역사

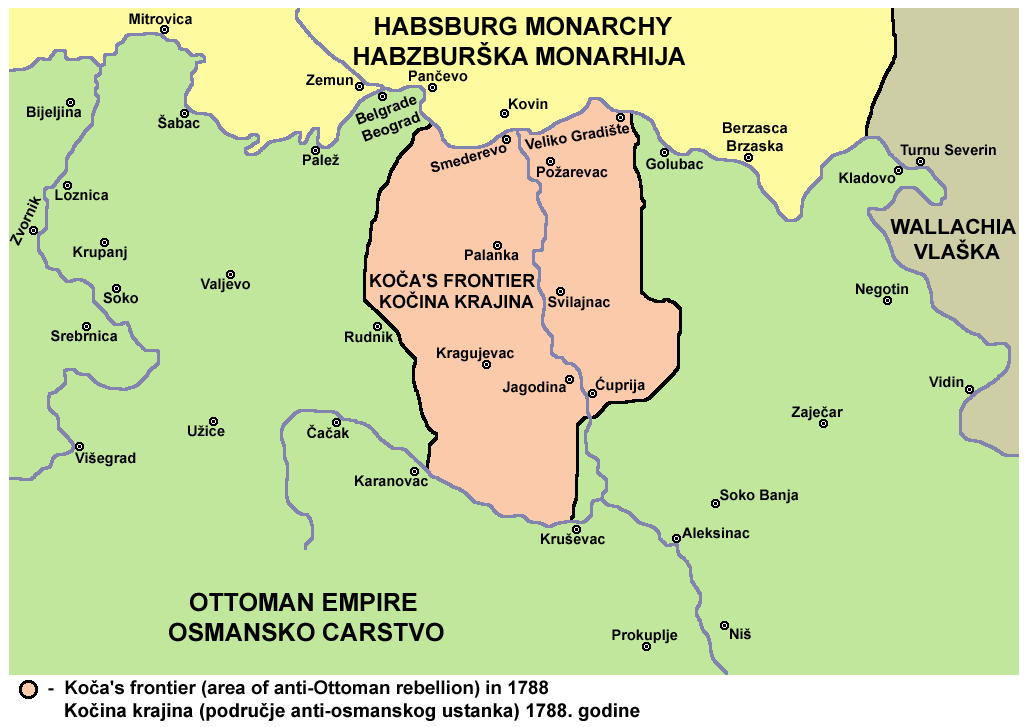
1788년 '코차의 변경지대'로 불리는 반오스만 저항세력의 점령지

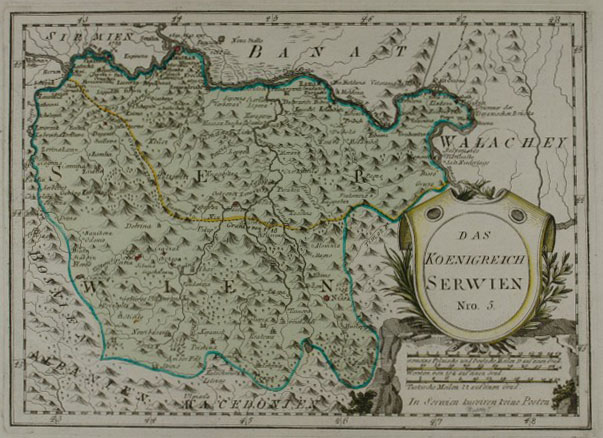
프란츠 요한 요제프 폰 레일리의 세르비아 왕국 지도 (1791년)

1786년 바나트에서 병력 5,000명 규모의 세르비아 자유군단이 창설되었다. 이들은 오스만 제국의 분란을 피해 건너왔던 난민들로 구성되었다. 세르비아 자유부대는 합스부르크가의 통치 하에서 세르비아의 해방과 통일을 위해 싸울 의지를 갖고 있었다. 주사령관은 오스트리아 소령 미하일로 미할례비치였으며 이 밖에 자원한 사람으로는 알렉사 네나도비치, 스탄코 아람바시치, 라디치 페트로비치와 조르제 페트로비치, 코차 안젤코비치가 있었다. 오스트리아측은 세르비아 자유군단로 하여금 베오그라드 점령을 위해 나섰으나 1787년 말과 1788년 초 두 차례에 걸친 공격이 모두 실패로 돌아가고 말았다.
결국 1788년 2월 오스트리아군이 직접 전쟁에 참가하였으나 이 시점에서 손쉽게 승리할 수 있는 기회는 놓친 형세가 되어버렸다. 러시아군의 더딘 동원으로 오스만 제국의 병력이 베오그라드로 집중 투입되었기 때문이다. 오스트리아군은 몰다비아의 러시아 지원군에 의존하였으며 1788년 후반기가 되어서야 공세에 나섰는데 이에 대해선 요제프 2세 본인이 오스만과의 전투를 꺼렸던 것이 아닌가 하는 추측이 있다. 그해 7월 오스만군은 다뉴브강을 건너 오스트리아령 바나트를 침공해 왔다. 양측 모두 보급 부족에 시달렸고 여기에 오스트리아군은 병사들 사이에서 역병이 유행하는 바람에 타격을 입었다. 약 5만 명의 세르비아 난민이 다뉴브강을 건너면서 오스트리아군의 보급물자 유통 문제를 일으켰던 것이다. 8월 중순에 이르러 요제프 2세는 20,400명의 병력을 바나트로 파견했다.
1789년 10월 8일, 에른스트 기데온 폰 라우돈 장군이 베오그라드 탈환에 성공하였다. 이때를 기점으로 오스트리아군은 세르비아 일대의 점령에 나섰고, 세르비아인들은 군사훈련과 기술을 숙달하며 합스부르크 자유군단하에서 맞서 싸웠다. 당시 오스트리아군의 점령작전의 배후에는 정교회가 다수인 세르비아인들을 개종시키려는 가톨릭 교회가 있었다. 이 때문에 1791년 오스만 제국이 세르비아 영토를 탈환해 나가자 세르비아인들이 러시아 제국에 도움을 청하는 계기가 되기도 하였다. 그러나 결국 1791년 오스트리아군은 다뉴브강과 사바강을 건너 철수해야 하는 처지에 놓였으며 이 과정에서 오스만 제국의 박해를 두려워한 세르비아 난민 수천 명도 합류하였다. 이후 시스토바 조약이 체결되며 전쟁은 끝이 났다.

## 여파
전쟁이 끝난 뒤 오스만 제국은 세르비아인들에게 지방세를 징수할 수 있는 권리를 부여하는 회유 정책을 펼쳤다. 오스만군의 조직개편으로 부대에서 이탈하게 된 예니체리들은 세르비아로 피난하여 스메데레보의 산야크라는 영토를 차지하였으며 그곳에서 세르비아인들에게 부여된 권리를 앗아가고자 하였다.
이른바 다히예라고 불리는 이들 세력은 세르비아에서 민간인을 150명이나 살해하였고 분노한 세르비아인들은 1804년 제1차 세르비아 봉기를 일으킨다. 봉기의 주동자는 합스부르크가 점령기에 오스트리아군 지원병으로 복무했던 카라조르제 페트로비치였다. 세르비아 봉기는 이후 세르비아 혁명으로 확대되어 세르비아의 실질적 독립을 이끌어내는 계기가 되었다.
오늘날 세르비아 야고디나와 클라도보 마을에서는 이 시기의 반란을 기리기 위하여 '코차의 변경지대를 위한 기념일' (Дани Кочине крајине)을 제정하여 관련 행사를 매년 개최하고 있다.

## 같이 보기
- 합스부르크령 세르비아
- 마인츠 전투

## 참고 문헌
- Ćorović, Vladimir (2001) [1997]. 〈Kočina krajina〉 [Kočina landscape]. 《Историја српског народа》 [History of the Serbian people] (세르비아어). Belgrade: Јанус.